# Lijst van voetbalinterlands Gabon - Togo
Deze lijst van voetbalinterlands is een overzicht van alle officiële voetbalwedstrijden tussen de nationale teams van Gabon en Togo. De landen speelden tot op heden elf keer tegen elkaar. De eerste ontmoeting was een vriendschappelijke wedstrijd op 19 februari 1984 in Libreville. Het laatste duel, een kwalificatiewedstrijd voor de Afrika Cup 2013, werd gespeeld in Lomé op 14 oktober 2012.

## Wedstrijden
| №  | Plaats     | Datum            | Competitie                   | Wedstrijd    | Uitslag |
| -- | ---------- | ---------------- | ---------------------------- | ------------ | ------- |
| 1  | Libreville | 19 februari 1984 | Vriendschappelijk            | Gabon − Togo | 1 − 1   |
| 2  | Libreville | 14 juni 1992     | Vriendschappelijk            | Gabon − Togo | 1 − 0   |
| 3  | Lomé       | 3 november 1996  | Vriendschappelijk            | Togo − Gabon | 0 − 1   |
| 4  | Libreville | 30 maart 1997    | Vriendschappelijk            | Gabon − Togo | 2 − 1   |
| 5  | Libreville | 26 november 1999 | Vriendschappelijk            | Gabon − Togo | 0 − 0   |
| 6  | Benghazi   | 27 december 1999 | Vriendschappelijk            | Togo − Gabon | 2 − 3   |
| 7  | Libreville | 6 juni 2009      | WK 2010 kwalificatie         | Gabon − Togo | 3 − 0   |
| 8  | Lomé       | 14 november 2009 | WK 2010 kwalificatie         | Togo − Gabon | 1 − 0   |
| 9  | Ajaccio    | 19 mei 2010      | Vriendschappelijk            | Gabon − Togo | 3 − 0   |
| 10 | Libreville | 8 september 2012 | Afrika Cup 2013 kwalificatie | Gabon − Togo | 1 − 1   |
| 11 | Lomé       | 14 oktober 2012  | Afrika Cup 2013 kwalificatie | Togo − Gabon | 2 − 1   |

## Samenvatting
| Competitie              | Totaal gespeeld | Winst Gabon | Gelijk | Winst Togo | Doelsaldo Gabon – Togo |
| ----------------------- | --------------- | ----------- | ------ | ---------- | ---------------------- |
| WK-kwalificatie         | 2               | 1           | 0      | 1          | 3 − 1                  |
| Afrika Cup-kwalificatie | 2               | 0           | 1      | 1          | 2 − 3                  |
| Vriendschappelijk       | 7               | 5           | 2      | 0          | 11 − 4                 |
| Totaal                  | 11              | 6           | 3      | 2          | 16 − 8                 |

FGF · A-internationals · Selecties · Bondscoaches · Olympisch elftal · Gabonees vrouwenelftal
1960 – 1969 ·
1970 – 1979 ·
1980 – 1989 ·
1990 – 1999 ·
2000 – 2009 ·
2010 – 2019 ·
2020 − 2029
1960 · 
1961 · 
1962 · 
1963 · 
1964 ·
1965 · 
1966 · 
1967 · 
1968 ·
1969 · 
1970 · 
1971 · 
1972 · 
1973 ·
1974 ·
1975 ·
1976 · 
1977 · 
1978 · 
1979 · 
1980 · 
1981 · 
1982 · 
1983 · 
1984 · 
1985 · 
1986 · 
1987 · 
1988 · 
1989 · 
1990 · 
1991 · 
1992 · 
1993 · 
1994 · 
1995 · 
1996 · 
1997 · 
1998 · 
1999 · 
2000 · 
2001 · 
2002 · 
2003 · 
2004 · 
2005 · 
2006 · 
2007 · 
2008 · 
2009 · 
2010 · 
2011 · 
2012 · 
2013 · 
2014 ·
2015 ·
2016 ·
2017 ·
2018 ·
2019 ·
2020 ·
2021 ·
2022 ·
2023
Algerije ·
Andorra ·
Angola ·
België ·
Benin ·
Botswana ·
Brazilië ·
Burkina Faso ·
Burundi ·
Centraal-Afrikaanse Republiek ·
Comoren ·
Congo-Brazzaville ·
Congo-Kinshasa ·
Egypte ·
Equatoriaal-Guinea ·
Gambia ·
Ghana ·
Guinee ·
Guinee-Bissau ·
Ivoorkust ·
Kaapverdië ·
Kameroen ·
Kenia ·
Lesotho ·
Libanon ·
Liberia ·
Libië ·
Madagaskar ·
Malawi ·
Mali ·
Malta ·
Marokko ·
Mauritanië ·
Mauritius ·
Mozambique ·
Namibië ·
Niger ·
Nigeria ·
Oeganda ·
Oman ·
Portugal ·
Rwanda ·
Sao Tomé en Principe ·
Saoedi-Arabië ·
Senegal ·
Seychellen ·
Sierra Leone ·
Soedan ·
Swaziland ·
Tanzania ·
Thailand ·
Togo ·
Tsjaad ·
Tunesië ·
Verenigde Arabische Emiraten ·
Wit-Rusland ·
Zambia ·
Zimbabwe ·
Zuid-Afrika ·
Zuid-Soedan
FTF · Selecties · Togolees vrouwenelftal
1950 – 1959 · 
1960 – 1969 · 
1970 – 1979 · 
1980 – 1989 · 
1990 – 1999 · 
2000 – 2009 · 
2010 – 2019 ·
2020 − 2029
WK 2006
Algerije ·
Angola ·
Bahrein ·
Benin ·
Botswana ·
Bukina Faso ·
Centraal-Afrikaanse Republiek ·
Chili ·
Comoren ·
Congo-Bazzaville ·
Congo-Kinshasa ·
Denemarken ·
Djibouti ·
Egypte ·
Equatoriaal-Guinea ·
Ethiopië ·
Frankrijk ·
Gabon ·
Gambia ·
Ghana ·
Guinee ·
Guinee-Bissau ·
Iran ·
Ivoorkust ·
Japan ·
Kaapverdië ·
Kameroen ·
Kenia ·
Lesotho ·
Liberia ·
Libië ·
Liechtenstein ·
Luxemburg ·
Madagaskar ·
Malawi ·
Mali ·
Marokko ·
Mauritanië ·
Mauritius ·
Mozambique ·
Namibië ·
Niger ·
Nigeria ·
Oeganda ·
Oman ·
Paraguay ·
Rwanda ·
Sao Tomé en Principe ·
Saoedi-Arabië ·
Senegal ·
Sierra Leone ·
Soedan ·
Swaziland ·
Tsjaad ·
Tunesië ·
Verenigde Arabische Emiraten ·
Zambia ·
Zimbabwe ·
Zuid-Korea ·
Zuid-Soedan ·
Zwitserland
Frankrijk (2006) · 
Zuid-Korea (2006) · 
Zwitserland (2006)